# Hainvillers
Hainvillers is een gemeente in het Franse departement Oise (regio Hauts-de-France) en telt 93 inwoners (2009). De plaats maakt deel uit van het arrondissement Compiègne.

## Geografie
De oppervlakte van Hainvillers bedraagt 2,9 km², de bevolkingsdichtheid is dus 32,1 inwoners per km².
De onderstaande kaart toont de ligging van Hainvillers met de belangrijkste infrastructuur en aangrenzende gemeenten.

## Demografie
Onderstaande figuur toont het verloop van het inwonertal (bron: INSEE-tellingen).